# Ismaïlia
Ismaïlia (arapski: الإسماعيلية‎, al-ʾIsmāʿīliyyah) grad je u sjeveroistočnom Egiptu. Grad ima populaciju (uključujući i okolna ruralna područja) od oko 750.000 stanovnika. Upravno je središte guvernata Al Isma'iliyah

## Zemljopis
Ismailia se nalazi na zapadnoj obali Sueskog kanala, otprilike na pola puta između Port Saida na sjeveru i Sueza na jugu. Kanal je na tom području širi zbog jezera Timsah. 

## Povijest
Grad je osnovan 1863., tijekom izgradnje Sueskog kanala, po naredbi Isma'il Pashe, po kojem se grad i zove. Sjedište tvrtke Sueski kanal se nalazi u Ismailia na obali jezera Timsah. Grad ima još uvijek veliki broj objekata koji datiraju iz britanske i francuske uprave kanalom. Većinu tih zgrada još uvijek koriste djelatnici i radnici kanala. U ranim 1950-ima, bila je sjedište britanske vojne i civilne administracije za središnji dio kanala, britanske snage povukle su se iz grada 1954. godine. 

## Poznate osobe
- Osman Ahmed Osman, poznati i utjecajni egipatski inženjer, konstruktor, poduzetnik i političar, rođen u ovom gradu 6. travnja 1917.
- Claude François, poznati francuski pop-pjevač i tekstopisac, rođen u ovom gradu 1. veljače 1939.
- Louis Chedid, poznati francuski pjevač i tekstopisac sin pisca Andree Chedida i otac Matthieu Chedida (poznatiji kao-M-) je rođen 1. siječnja 1948.

## Vanjske poveznice
- Službena stranica guvernata